# Satisfied
Satisfied ist ein Lied von Richard Marx aus dem Jahr 1989, das von ihm geschrieben und sowohl von ihm als auch von David Cole produziert wurde. Es erschien auf dem Album Repeat Offender.

## Geschichte
Im Text geht es darum, dass man nicht aufgeben soll.
Richard Marx ist auch wie seine einstige Frau Cynthia Rhodes am Hintergrundgesang beteiligt. Für den Perkussion ist Paulinho da Costa zuständig, die Bassgitarre spielt Randy Jackson, die Gitarrensoli sind von Michael Landau und auf der Hammond-Orgel, die im Song auch zu hören ist spielt Bill Payne. Die Veröffentlichung des Rocksongs war am 30. April 1989.

## Chartplatzierungen
| ChartsChartplatzierungen       | Höchstplatzierung | Wochen |
| ------------------------------ | ----------------- | ------ |
| Deutschland (GfK)              | 42 (12 Wo.)       | 12     |
| Vereinigte Staaten (Billboard) | 1 (15 Wo.)        | 15     |
| Vereinigtes Königreich (OCC)   | 52 (4 Wo.)        | 4      |

| ChartsJahrescharts (1989)      | Platzierung |
| ------------------------------ | ----------- |
| Vereinigte Staaten (Billboard) | 54          |

## Coverversionen
- 1995: Michael Damian